# 志賀寺上人の恋
『志賀寺上人の恋』（しがでらしょうにんのこい）は、三島由紀夫の短編小説。全5章から成る。『太平記』第37巻中で語られる高徳の老僧・志賀寺上人に関する説話を典拠に「恋愛と信仰の相剋」を描いた作品である。
無漏の境地寸前にいたって京極御息所に恋してしまい、浄土へ赴くことの不可能の葛藤を抱えた上人がその恋ゆえに彼女のいる御所の庭にじっと佇む姿と、恋される蟻地獄の恐怖から次第に変化していく御息所の心理描写が印象的な作品になっている。

## 発表経過
1954年（昭和29年）、文芸雑誌『文藝春秋』10月号（第32巻15号）・〈歴史小説特集号〉に掲載された。
単行本としては、1956年（昭和31年）6月30日に角川書店より刊行の『詩を書く少年』に収録され、その後は1978年（昭和53年）11月27日に新潮社より刊行の『岬にての物語』（新潮文庫）に収録された。
雑誌への再掲載としては、1998年（平成10年）刊行の『新潮5月臨時増刊号』〈歴史小説の世紀 戦後傑作短篇55選〉に再録された。
翻訳版は、アイヴァン・モリス訳の英語（英題：The Priest of Shiga Temple and His Love）、須賀敦子訳のイタリア語（伊題：L’amore dell’abate di Shiga）、ドイツ語（独題：Der Priester des Tempels in Shiga und seine Liebe）、フランス語（仏題：Le prêtre du temple de Shiga et son amour）などで行われている。

## あらすじ
永い修行を積んだ高徳の老僧である志賀寺上人の聖の目には、現世の物事はすべて塵芥のようにしか映らず、富貴の人の生活も無常の夢の中の快楽に見え、美貌の女に会っても、煩悩につながれ流転する迷い人を不憫に思う心境となっている。上人はもはや、現世を動かしている動機に少しも共感を抱かず、その目に映る現世はその静止の相だけであった。己の骨と皮だけのような老躯ももう他人の肉体かのように折り合い、その身は浄土の飲食に叶っているように上人は思っている。
ある春の午後、上人は杖を携えながら草庵を出て湖水のほとりで「水想観」を成し、独り佇んでいた。そのときすぐ近くの岸に高貴の人の車が止った。志賀の春の景色を眺めるために循環したその車から、湖の景色からの別れ際に車を止めさせた京極御息所が物見（車窓）をあげてその顔を見せた。その瞬間を見た上人は、京極御息所の美しさに搏たれた。両者の目は合い、しばらくじっと見つめ合っていた。御息所の目にその老人はいかにも澄んだ老僧だったため、他の者なら無礼な凝視だったその視線をゆるしていた。
言葉にならないほどの京極御息所の美しさに魅了されてしまった瞬間、上人の前で現世がものすごい力で一瞬のうちに彼に復讐したようだった。その反撃により、もう悟って大丈夫だと思っていたものがすべて瓦解してしまった。上人は庵に戻って本尊の前で懸命に名号を唱えたが、御息所の面影に邪魔される。あの女人の美しさも仮象であり無常の肉体の一時の現象だと思うように努める上人であったが、一瞬で彼の心を奪ったその力は何か久遠の力のようにも思われた。
その魅了は、上人の若い時代の女への肉欲の迷いとの戦いとはまた異なり、肉というには御息所の顔はあまりに光り輝いた渾然たる存在で、稀有な一瞬が現前したようなものだった。その日以来、上人は何を見ても御息所の顔ばかりが浮び、ため息ばかりをつくようになる。その変化は周囲の者にも察せられた。その一方、御息所は志賀の湖畔で見た老僧のことなどすっかり忘れていたが、御息所の車を見送っていた上人の姿を目撃していた里人がいて、上人がその晩から物狂いのようになったことを志賀に花見に来た殿上人に報告した。
その噂は御息所本人の耳にも入った。俗世の男の恋着に飽いていた御息所にとって、高徳の僧の心をも惑わしたという事件は彼女の虚栄心を捉えるものがあった。宮廷内の好き者には心惹かれず、若い貴公子の美貌にも特に感動しない御息所の恋の関心はもっぱら、誰が最も強く、そして最も深く自分を愛してくれるのかということであり、すでにあらゆる地上の富を所持していた彼女が待っていたのは、「来世の富」を捧げてくれる男だった。
現世を捨てたはずの志賀寺上人の恋着の噂は宮廷内でも高まり、上人の心を奪った御息所の美がますます褒め称えられ、老人と美しい貴婦人という「望みのない恋」の不可能性の安心感から、帝までもが冗談半分に上人の恋着を話題にした。浄土を信じていた御息所は、湖での高徳の老僧の姿を思い浮かべ、一旦浮世を捨てたその男が来世をも捨てかねないことを考えながら、浄土の蓮華の想いを心に浮べた。
上人は、京極御息所に対する恋の不可能と、その恋着による浄土の夢の不可能のために深い闇に迷い込んでいた。若い頃の肉欲との戦いには、望めば交わりが可能であるのを好んで禁じているという矜持と、来世の獲得の希望があったが、老年のその絶望的な戦いには、不可能な恋ゆえに迷いも深く袋小路のような状態であった。そこで、上人はあえて逆らうことなく御息所の幻影に思いを凝らしてみた。そして不可能の幻の荘厳さに喜びを感じ、御息所はいつしか巨大な蓮の花の幻と一体となる。
上人の心は、もう一度御息所に会いたいと切に願いながらも、蓮の花と一体となった彼女の幻影がその時に崩れることをも怖れた。しかし恋の幻影が崩れれば、上人は救われ今度こそは得脱が確実になるはずだが、上人にはそれが怖かった。そんな種々の思いを巡らして上人は御息所に会いに行く理由を編み出し、ついに御息所のいる御所に出向く決心する。
志賀寺上人が御所の庭の片隅に黙然と立っていることに気づいた侍女が、御息所にそのことを告げた。御簾を透かして上人のその姿を見た御息所は顔色を変えて驚くが、どうしていいか分からず、そのまま放置するように侍女に言う。御息所は、志賀の湖畔で見た老僧の光彩さとは打って変わって、恋と老いにやつれ果てた地獄のような男の姿に不安を覚え、上人が来世を彼女のために捨てても、来世は彼女に無疵でわたることはないと考える。
鳩杖にすがってようやく都に辿り着き、疲労も忘れて無我夢中で御所の庭に忍び入っていた上人は、その御簾の中に自分の恋する女がいるのかと思うと、急にそれまでの偽りの夢から醒め、再び来世に魅入られて浄土を切実に思い描いた。だからあとはただ、今生の妄念を晴らすべく、御息所と面会し恋を打明ける手続きをするだけである。上人は、御息所が早く自分に気づいて招いてくれればと、今にも倒れそうな老躯を杖で支えていた。
夜が更けても上人はじっと立っていた。御息所はその夜一睡もできず、御簾の中から上人のその姿を何度も確認していた。上人の恋は凡庸な恋ではなかった。御息所は愛されることの蟻地獄を初めて感じ、高名な高僧をこれほどまでに惑わしたからには自分には浄土は来ず、地獄が迎えに来るのではないかと恐怖に襲われる。しかしそう感じながらも、上人が倒れてしまえば、自分の浄土とは関係なく、彼の身勝手な片思いのために自分の念ずる浄土が傷つくはずがないと考えるように努めた。
だが、もし上人が死んでしまっても平気でいられる自信がなくなってしまった御息所は、空が暁闇に白んでいる下でもまだ佇んでいる上人を見て敗北し、ついに侍女を呼んで上人を御簾の前に招き入れるよう申しつけた。肉体が疲れ果て忘我の境にいた上人は、近づいてくる侍女を見ても、自分が待っている者が御息所か来世か分からなかった。御息所の言葉を侍女から伝え聞いた上人は口の中で何か怖しい叫びをあげ、自分1人で確乎とした足取りで御簾の前まで進んでいく。
御息所の姿は見えないが、上人はその前でひざまづき顔を両手で覆って泣いた。その慟哭は長く続いた。やがて御簾の中から御息所の雪のように白く美しい手がさし出され、上人は両手でその恋する女の手を押しいただいて自分の額に、頬にと当てた。御息所の手は、最初は上人の冷たい異様な手を感じ、そのうちに上人の熱い涙に濡れて気味の悪いものに感じたが、空から朝日が御簾に差し込んだ瞬間、日頃の信仰心から尊い霊感に突然搏たれた。
自分に触れている上人の手を「仏の御手」と確信した御息所は、上人の恋を受け入れ身を任せてもよいと思った。あとは、御簾をあけてくれと上人が頼むだけである。御息所はその言葉を待った。しかし上人は無言のままで何も願わなかった。やがて、しっかり握っていた御息所の手を放すと、上人はそこから立ち去った。そして御息所は再び冷たい心になった。
数日経って、御息所は志賀寺上人が草庵で入寂したという一報を耳にした。御息所は数々の美しい経巻を納経した。その経文は「無量寿経」「法華経」「華厳経」などであった。

## 登場人物
志賀寺上人
高徳の僧。眉も白く鳩杖をついてやっと歩く老僧。永らく浮世を捨てて草庵で暮らしていて、現世はもはやただの紙上の絵か他国の一枚の地図にすぎないものに感じていた。衰えた肉体は浮き出た骨が薄い皮膚に覆われている。浄土を夢みている。
京極の御息所
藤原褒子。宮廷の優雅の化身のような美貌の女性。彼女自身も自分の美しさを十分知っていた。自分の高位や美しさを無価値なものとして扱ってくれる力に惹かれる傾向があり、男は誰でも自分に惚れるため俗世の男の恋着に飽き果てている。信心深く、栄華の倦怠で退屈していたので浄土を信じている。

## 作品背景
※三島自身の言葉の引用部は〈　〉にしています（他の作家や評者の論文からの引用部との区別のため）。
『志賀寺上人の恋』は、南北朝時代の軍記物語『太平記』第37巻の「身子声聞、一角仙人、志賀寺上人事」の段を典拠にしている。その段は、尾張左衛門佐（斯波氏頼）の出家遁世と道心を語る比較対象として、身子声聞、一角仙人、志賀寺上人の3人の挿話をそれぞれまとめた段である。三島は典拠とした志賀寺上人の挿話の〈独特な恋の情緒〉よりも、〈その単純な心理的事実に興味があつた〉としている。
『太平記』の中の志賀寺上人の挿話においては、恋の煩悩に負けた上人のみすぼらしさが強調されている傾向が見られるが、三島の作品においては最終的には上人が御息所よりも優位に立っているような様相に脚色されている。
『志賀寺上人の恋』は、同じく古典を典拠に老人の恋を描いた戯曲『綾の鼓』（能の『綾鼓』を典拠）や、片思いを扱った短編小説『恋重荷』（能の『恋重荷』をヒントに執筆）同様に、望みのない身分違いの恋や不可能な恋を主題にしている点がそれらと共通している。
なお、『恋重荷』（1949年）の中にも大学のゼミで『太平記』の志賀寺上人の説話を扱ったことが出てきて〈中世の恋物語の中でもたぐひまれな美しいもの〉と叙述されているが、長編小説『禁色』（1951年-1953年）にも志賀寺上人の物語に触れている叙述部分があり、『禁色』では、主人公の老作家・檜俊輔の執筆作品について〈彼は鬼気と巒気を帯びた断片的な作品を二三書いた。それらは太平記の時代の再現であり、梟首や炎上する伽藍や般若院の童の神託や大徳志賀寺上人の京極御息所に対する愛恋などのアラベスクをなした物語である〉と叙述されている。
『志賀寺上人の恋』が発表された時期は三島が29歳の時であるが、その29歳から32歳にいたる時期について三島は後年に振り返りながら、〈短篇の技法がだいぶん熟してきて、しかも短篇を書くことの情熱はまだ多分にあつた時期〉だったとし、『新聞紙』（1955年）、『橋づくし』（1956年）、『志賀寺上人の恋』（1954年）の3篇は、〈短篇小説といふものに描いてきた芸術上の理想をなるたけ忠実になぞるやうに書いた作品で、冷淡で、オチがあつて、そして細部に凝つてゐて、決して感動しないことを身上にしてゐる〉と記している。
作中で描かれている浄土の描写に関しては、平安中期の仏教書『往生要集』を参考資料としている。なお、志賀寺上人と京極御息所の説話は『太平記』以前の歌学書『俊頼口伝集』の中で詳細が伝えられている。

## 作品評価・研究
※三島自身の言葉の引用部は〈　〉にしています（他の作家や評者の論文からの引用部との区別のため）。

### 同時代評価
伊藤整は、「心理の計算に明確な線が出ていて」前半は特に面白いとしながらも、ある時から「文章を追っているうちに、こちらの足が地から離れるような気がする所」に来ると「もう信頼できない」とし、こうした「計算主義の作品」においての「足が地から離れる」場所では「作者が誤算しているか、読者がその論理から落っこちたか」のどちらかであるが、「オカメ八目」（第三者的目線）で後半は「作者の誤算としたい」と評している。

### 後年の評価・研究
同時代評は伊藤整以外に特に取り上げているものはないが、三島の死後の評価としては、優れた短編小説を多く執筆していた中の一編として挙げられる傾向にあり、恋愛物や歴史小説の名品としてアンソロジーでも取り上げられてもいる。研究としては本格的なものは少ないものの2010年代においては、三島文学の主題の一つである〈認識〉と関わる論も出てきている。
渡辺広士は、「不可能」な愛や「現世的なものへの皮肉」、「意識と行為の絶対的な溝」を主題にした三島の戦後の短編群の中でも『志賀寺上人の恋』は「醜と隣り合せて成り立つ美」の最も見事な例だとして、三島の作品に必要不可欠な「現実（実在）と非現実（不在）の相剋」が「典雅な文体を通して、高い美を構築している」と高評しつつ、この作品が三島の20代の最後の年に書かれたことも象徴的だとしている。
勝又浩は、日本の歴史小説の可能性を語る座談会において、『志賀寺上人の恋』を三島でなければできない「独壇場という感じの作品」と評し、「突き放してみると論理のアクロバット」ではあるが、きちんと筋が通ってしまうところは「見事」で「花田清輝に繋がるところがあるかもしれない」としている。秋山駿もその意見に同意し、「扱っている時代を自分に直結させようとするところは川端康成の流れなんだけど、ちょっと違って、あなたが言われた花田清輝の線はあるかもしれない」と評している。
そして勝又は、作中で語られる〈御息所は自分の美しさを十分知つてゐたが、かういふ人のつねで、自分の高位と美しさを無価値なものに扱つてくれる力に惹かれる傾きがあつた〉の箇所を、「これは言われちゃうとなるほどなんだけれども（笑）」とアクロバット的論理の具体例として挙げ、それについて曾根博義は、「女は女で愛されることしか関心がないわけです。これもやっぱり三島的」としつつも、「非常に論理的に整理されすぎちゃってる物足りなさ」もあると評している。
真銅正宏は、三島が『豊饒の海』などの作品において〈見る〉〈見られる〉行為（三島文学の〈認識〉にも関わる要素）について意識的であったことと、人間の五官のうち外界と特に強く結びついている「視覚」に関連し「触覚」の世界認知の重要性を「視触」という概念で表わした矢萩喜從郎の著書『視触――多中心・多視点の思考』の論を紹介しつつ、『太平記』で上人が御息所の手を「取付テ」ひたすら感動している典拠の場面よりも、上人と御息所の「身体的接触」自体に重きをおいて、御息所が上人の手を〈仏の御手〉と見ることを加えて描かれている『志賀寺上人の恋』の「手と手の触れあい」（身体的接触）の重要性を指摘し、その「精神性や思想に還元される前の、身体的接触の意味合い」について論考している。
さらに真鍋は、「視覚要素の強調表現」が看取されると同時に〈見る〉ことの残酷さが主題となっている『月澹荘綺譚』においても、〈見る〉ことが「実際の肉体的接触をも超えるという否定的契機を以て描かれている」点と、その視姦者・照茂（殿様）の〈見る〉行為が接触行為の代替行為であり、矢萩のいうところの「非接触」「疑似接触感」であることから、「三島の描く視覚には、拭い去りがたい身体的感覚との類比が含み込まれている」として、三島にとっての〈認識〉〈見る〉という視覚観には「触覚的営為」による認知も関与していると考察している。

## おもな収録刊行本

### 単行本
- 『詩を書く少年』（角川小説新書、1956年6月30日）
  - カバー絵：パウル・クレー「シンドバッド」。表紙絵意匠：高橋忠弥。紙装。
  - カバー袖（裏）に高橋忠弥によるカバー絵の解説あり。カバー袖に吉田健一「小説の魅力」
  - 付録：「おくがき」
  - 収録作品：「詩を書く少年」「復讐」「江口初女覚書」「家庭裁判」「牡丹」「山の魂」「商ひ人」「志賀寺上人の恋」「あやめ」「恋重荷」「鴛鴦」
  - ※ 初刷でカバーの異なるものあり。
- 文庫版『岬にての物語』（新潮文庫、1978年11月27日）
  - カバー装幀：沢田哲郎。解説：渡辺広士
  - 収録作品：「苧菟と瑪耶」「岬にての物語」「頭文字」「親切な機械」「火山の休暇」「牝犬」「椅子」「不満な女たち」「志賀寺上人の恋」「水音」「商い人」「十九歳」「月澹荘綺譚」
- 『日本幻想文学集成2――ミランダ 三島由紀夫』（国書刊行会、1991年3月25日）
  - 装画・装幀：梅木英治
  - 編集：橋本治。解説：橋本治「幸福な鴉」
  - 収録作品：「中世に於ける一殺人常習者の遺せる哲学的日記の抜萃」「志賀寺上人の恋」「大障碍」「手長姫」「女方」「憂国」「鴉」「ミランダ」「百万円煎餅」
- 英訳版『真夏の死 その他』 “Death in Midsummer and other stories”（訳：エドワード・G・サイデンステッカー、ドナルド・キーン、アイヴァン・モリス、ほか）（New Directions、1966年。Penguin Books Ltd、1986年）
  - 収録作品：真夏の死（Death in Midsummer）、百万円煎餅（Three Million Yen）、魔法瓶（Thermos Flasks）、志賀寺上人の恋（The Priest of Shiga Temple and His Love）、橋づくし（The Seven Bridges）、憂国（Patriotism）、道成寺（Dōjōji）、女方（Onnagata）、真珠（The Pearl）、新聞紙（Swaddling Clothes）
  - ※ 1967年（昭和42年）度のフォルメントール国際文学賞（英語版）第2位受賞。

### 全集
- 『三島由紀夫短篇全集』（新潮社、1964年2月10日）
  - 装幀：上口睦人。四六判。2段組。背角革紙継ぎ装。天金。貼函。
  - 収録作品：「花ざかりの森」から「剣」までの74篇。
- 『三島由紀夫短篇全集5 鍵のかかる部屋』（講談社 ロマン・ブックス、1965年7月5日）
  - 装幀：荻太郎。小四六判。2段組。紙装。
  - カバー裏に著者肖像写真。カバー袖に著者略歴。
  - 付録：「あとがき」
  - 収録作品：「ラディゲの死」「鍵のかかる部屋」「復讐」「詩を書く少年」「志賀寺上人の恋」「水音」「海と夕焼」「新聞紙」「山の魂」「牡丹」「施餓鬼舟」「橋づくし」「女方」「貴顕」
- 『三島由紀夫全集9巻（小説IX）』（新潮社、1973年6月25日）
  - 装幀：杉山寧。四六判。背革紙継ぎ装。貼函。
  - 月報：北杜夫「初期作品の思い出など」。《評伝・三島由紀夫 2》佐伯彰一「ハワイにおける三島由紀夫」。《同時代評から 2》虫明亜呂無「『潮騒』『沈める滝』をめぐって」
  - 収録作品：「潮騒」「博覧会」「鍵のかかる部屋」「復讐」「詩を書く少年」「志賀寺上人の恋」「水音」「沈める滝」「海と夕焼」「新聞紙」「商ひ人」「山の魂」「牡丹」
  - ※ 同一内容で豪華限定版（装幀：杉山寧。総革装。天金。緑革貼函。段ボール夫婦外函。A5変型版。本文2色刷）が1,000部あり。
- 『三島由紀夫短篇全集』〈下巻〉（新潮社、1987年11月20日）
  - 布装。セット機械函。四六判。2段組。
  - 収録作品：「家庭裁判」から「蘭陵王」までの73篇。
- 『決定版 三島由紀夫全集19巻・短編5』（新潮社、2002年6月10日）
  - 装幀：新潮社装幀室。装画：柄澤齊。四六判。貼函。布クロス装。丸背。箔押し2色。
  - 月報：吉田知子「同時代の喜び」。葛井欣士郎「花ざかりの追憶」。［小説の創り方19］田中美代子「０氏の自画像」
  - 収録作品：「急停車」「卵」「不満な女たち」「花火」「ラディゲの死」「陽気な恋人」「博覧会」「芸術狐」「鍵のかかる部屋」「復讐」「詩を書く少年」「志賀寺上人の恋」「水音」「S・O・S」「海と夕焼」「新聞紙」「商ひ人」「山の魂」「屋根を歩む」「牡丹」「青いどてら」「十九歳」「足の星座」「施餓鬼舟」「橋づくし」「女方」「色好みの宮」「貴顕」「影」「百万円煎餅」「スタア」「『山の魂』創作ノート」

### アンソロジー
- 『日本文学――世界短篇文学全集17』（集英社、1962年12月20日）
  - 四六判。厚布装。貼函
  - 編集：中村光夫
  - 口絵写真：雑誌『展望』ほかの創刊号、徳田秋声著『勲章』ほかの書影
  - 収録作品：
  - 〔明治・大正〕：福澤諭吉「かたわ娘」、山田美妙「胡蝶」、坪内逍遥「細君」、尾崎紅葉「拈華微笑」、森鷗外「舞姫」、幸田露伴「對髑髏」、饗庭篁村「腹の子」、樋口一葉「たけくらべ」、斎藤緑雨「おぼろ夜」、国木田独歩「春の鳥」、川上眉山「ふゆだすき」、正宗白鳥「塵埃」、三島霜川「解剖室」、眞山青果「南小泉村」、鈴木三重吉「お三津さん」、田山花袋「一兵卒」、夏目漱石「夢十夜」、木下杢太郎「硝子問屋」、永井荷風「狐」、泉鏡花「櫛巻」、谷崎潤一郎「刺青」、小川未明「薔薇と巫女」、久保田万太郎「朝顔」、水上瀧太郎「山の手の子」、葛西善蔵「哀しき父」、高浜虚子「道」、近松秋江「青草」、菊池寛「身投げ救助業」、志賀直哉「城の崎にて」、有島武郎「小さき者へ」、久米正雄「虎」、内田百閒「冥途」、佐佐木茂索「ある死・次の死」、芥川龍之介「藪の中」、犬養健「姉弟と新聞配達」、里見弴「椿」、佐藤春夫「窓展く」、島崎藤村「伸び支度」、葉山嘉樹「セメント樽の中の手紙」、嘉村礒多「業苦」
  - 〔昭和〕梶井基次郎「檸檬」、横光利一「機械」、丹羽文雄「鮎」、上林暁「薔薇盗人」、川端康成「禽獣」、瀧井孝作「慾呆け」、尾崎士郎「蜜柑の皮」、室生犀星「あにいもうと」、牧野信一「鬼涙村」、徳田秋声「勲章」、徳永直「最初の記憶」、井伏鱒二「圓心の行状」、舟橋聖一「川音」、武田麟太郎「雪の話」、堀辰雄「曠野」、中島敦「山月記」、高見順「ノーカナのこと、島木健作「赤蛙」、石川淳「焼け跡のイエス」、平林たい子「私は生きる」、尾崎一雄「虫のいろいろ」、太宰治「桜桃」、林芙美子「晩菊」、武田泰淳「女賊の哲学」、外村繁「夢幻泡影」、島尾敏雄「アスファルトと蜘蛛の子ら」、田宮虎彦「夢の世界」、中山義秀「古老譚」、椎名麟三「ある不幸な報告書」、大岡昇平「父」、小島信夫「小銃」、井上靖「異域の人」、三島由紀夫「志賀寺上人の恋」、石川達三「交替期」、佐多稲子「人形と笛」、梅崎春生「眼鏡の話」、中野重治「萩のもんかきや」、円地文子「二世の縁拾遺」、大江健三郎「奇妙な仕事」、庄野潤三「相客」、永井龍男「一個」、安岡章太郎「雨」、吉行淳之介「童謡」
- 『恋はきまぐれ』〈新・ちくま文学の森 1〉（筑摩書房、1994年10月17日）
  - 編者：鶴見俊輔、安野光雅、森毅、井上ひさし、池内紀
  - 装幀：安野光雅
  - 付録：安野光雅「草すべりの賦――解説にかえて」
  - 収録作品：ウィルヘルム・アレント（ドイツ語版）「わすれなぐさ」（訳：上田敏）、ロンゴス「ダフニスとクロエー」（訳：呉茂一）、堀辰雄「あいびき」、志賀直哉「襖」、横光利一「雪解」、コールドウェル「お客さん」（訳：横尾定理）、デイモン・ラニアン「サン・ピエールの百合」（訳：加島祥造）、ドーデ「アルルの女」（訳：桜田佐）、タゴール「隣りの女」（訳：野間亜太子）、チェーホフ「犬を連れた奥さん」（訳：小笠原豊樹）、アンダスン「紙玉」（訳：金関寿夫）、里見弴「みごとな醜聞」、川口松太郎「鶴八鶴次郎」、和田芳恵「掌の恋」、与謝野晶子「みだれ髪抄」、三島由紀夫「志賀寺上人の恋」、ワイルド「サロメ」（訳：森鷗外）
- 『歴史小説の世紀 地の巻』（新潮文庫、2000年9月1日）
  - 編者：新潮社
  - 付録：秋山駿・勝又浩・曾根博義・縄田一男の座談「歴史小説から日本人が見える」
  - 収録作品：杉浦明平「秘事法門」、船山馨「刺客の娘」、柴田錬三郎「無想正宗」、中村真一郎「砕かれた夢」、水上勉「天正の橋」、阿川弘之「野藤」、五味康祐「喪神」、山田風太郎「みささぎ盗賊」、瀬戸内寂聴「妲妃のお百」、池波正太郎「看板」、遠藤周作「最後の殉教者」、池宮彰一郎「清貧の福」、司馬遼太郎「俠客万助珍談」、隆慶一郎「柳枝の剣」、綱淵謙錠「鬼」、三島由紀夫「志賀寺上人の恋」、永井路子「右京局小夜がたり」、三浦朱門「冥府山水図」、吉村昭「コロリ」、藤沢周平「驟り雨」、澁澤龍彦「儒艮」、三浦哲郎「贋お上人略伝」、平岩弓枝「ちっちゃなかみさん」、筒井康隆「ヤマザキ」、古井由吉「厠の静まり」、宮城谷昌光「指」、中上健次「月と不死」
  - ※1998年（平成10年）刊行の『新潮5月臨時増刊号』〈歴史小説の世紀 戦後傑作短篇55選〉の後半を再編集したもの（前半は『歴小説の世紀――天の巻』として再編集）。
- 『中学生までに読んでおきたい日本文学7　こころの話』（あすなろ書房、2011年2月）
  - 編者：松田哲夫
  - 収録作品：茨木のり子「自分の感受性くらい」、辻まこと「多摩川探検隊」、志賀直哉「清兵衛と瓢箪」、色川武大「ひとり博打」、国木田独歩「少年の悲哀」、井上ひさし「あくる朝の蟬」、吉行淳之介「童謡」、中島敦「山月記」、菊池寛「入れ札」、谷崎潤一郎「刺青」、三島由紀夫「志賀寺上人の恋」、太宰治「雀」、石原吉郎「ある〈共生〉の経験から」、幸田文「髪」、深沢七郎「おくま噓歌」
- 『須賀敦子が選んだ日本の名作――60年代ミラノにて』（河出文庫、2020年12月20日）
  - 編者：須賀敦子
  - 序：ジョルジョ・アミトラーノ
  - 付録：須賀敦子「編者解説（本書収録外作品）」（和訳：中山エツコ）。「Narratori giapponesi moderni（『日本現代文学選』）収録作品」
  - 解説：大竹昭子「読んで欲しい人がすぐそばにいる」。池澤夏樹「あるいはアンソロジストの苦難と栄光」
  - 収録作品：森鷗外「高瀬舟」、樋口一葉「十三夜」、谷崎潤一郎「刺青」、横光利一「春は馬車に乗って」、川端康成「ほくろの手紙」、坪田譲治「お化けの世界」、太宰治「ヴィヨンの妻」、林芙美子「下町」、三島由紀夫「志賀寺上人の恋」、深沢七郎「東北の神武たち」、石川淳「紫苑物語」、庄野潤三「道」、中島敦「名人伝」